# 普列维斯尼克
普列维斯尼克（俄语：Буревестник），日本称天宁是位于俄罗斯萨哈林州择捉岛的一个村庄。该村庄位于单冠湾西岸。是岛上最大的机场海燕机场的所在地。人口53人（2014年）。